# چیچه وطنی
چیچه وطنی (به انگلیسی: Chichawatni) یک شهر در پاکستان است که در ناحیه ساهیوال واقع شده‌است. چیچه وطنی ۷۲٬۲۶۱ نفر جمعیت دارد.